# Peter Townsend
Il colonnello Peter Wooldridge Townsend (Yangon, 22 novembre 1914 – Rambouillet, 19 giugno 1995) è stato un militare, aviatore e scrittore britannico.
Fu scudiero (in inglese Equerry, equivalente a "funzionario di Corte") di Re Giorgio VI nel periodo 1944–1952 e conservò la stessa funzione con la Regina Elisabetta II nel 1952–1953.

## Biografia
Nacque nel 1914 a Rangoon, Birmania (oggi Yangon nel Myanmar), e studiò nella Hayleybury School. Si arruolò nella Royal Air Force nel 1933 e seguì il suo addestramento a Cranwell. Frequentò il Comando Addestrativo (Training Command) e fu pilota istruttore a RAF Montrose. Fu di stanza nella base di Tangmere nel 1937. Nel 1940, diventato Comandante di squadriglia, fu destinato squadrone 43 della RAF. Fu proprio a questo reparto che spettò l'apertura dei combattimenti aerei fra inglesi e tedeschi nel conflitto, il 3 febbraio 1940, quando tre Hawker Hurricanes del Flight 'B' decollati da Acklington abbatterono uno Heinkel He 111 del 4./KG26 nei pressi di Whitby: il primo in assoluto a schiantarsi sul suolo inglese. Gli intercettatori erano il Flight Lieutenant (Tenente) Townsend, il Flying Officer (Sottotenente) ‘Tiger’ Folkes e il Sergeant (Sergente) James Hallowes. Gli fu assegnata la Distinguished Flying Cross nell'aprile 1940. Townsend rivendicò altri due Heinkel 111 il 22 febbraio e l'8 aprile, oltre a "un sesto" (abbattimento in compartecipazione) il 22 aprile.

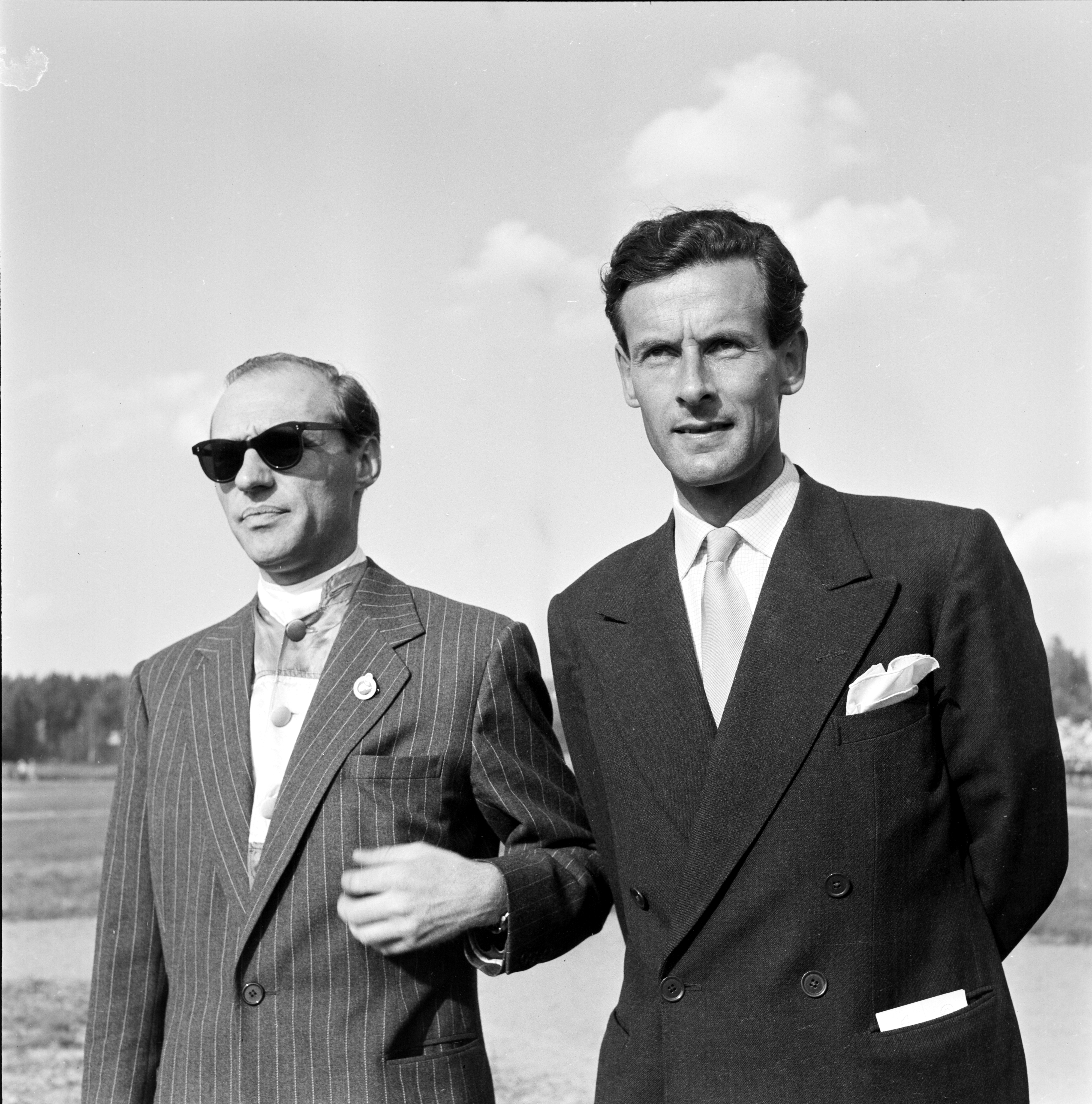
Peter Townsend nel 1955

Sin da maggio 1940, ormai salito al grado di Squadron Leader (Maggiore), Townsend fu uno dei più capaci comandanti di Squadron della Battaglia d'Inghilterra, prestando servizio per tutta la durata dei combattimenti come leader del No. 85 Squadron RAF. L'11 luglio 1940 Townsend, ai comandi dello Hurricane VY-K (P2716) intercettò un Dornier Do 17 del KG 2 e lo costrinse a compiere un atterraggio di fortuna ad Arras. Il fuoco di risposta del Dornier colpì il sistema di raffreddamento dell'Hurricane: Townsend dovette ammarare venti miglia al largo della costa inglese e fu poi soccorso da un peschereccio d'altura. Il 31 agosto, durante uno scontro con dei Messerschmitt Bf 110 sopra Tunbridge Wells, Townsend fu abbattuto e ferito al piede sinistro da un proiettile di cannone che perforò il serbatoio del liquido di raffreddamento esplodendo nell'abitacolo. Mantenne il comando del reparto da terra anche dopo che questa ferita ebbe come conseguenza l'amputazione dell'alluce. Ritornò a volare operativamente il 21 settembre e, all'inizio di quel mese, aggiunse una "sbarra" alla sua DFC (l'equivalente di una seconda medaglia).
Fu Comandante di stormo (Wing Commander, equivalente al grado di Tenente colonnello) per operazioni notturne nella base di Hunsdon dal 1941 e dall'aprile 1942 divenne ufficiale comandante (Commanding Officer) nella base di Drew squadrone 611 della RAF, una unità che aveva in dotazione gli Spitfires.
Il 17 luglio 1941 sposò Cecil Rosemary Pawle (1921–2004) con cui ebbe due figli: Giles (nato nel 1942) e Hugo (nato nel 1945). Divorziarono nel 1952 e Rosemary sposò più tardi John de László (figlio del pittore Philip de László) e divenne la terza moglie di John Pratt, 5º Marchese di Camden nel 1978.
Townsend fu più tardi comandante dello squadrone 605 della RAF, un'unità di caccia notturna, e raggiunse quindi lo staff college a partire dall'ottobre 1942. Nel gennaio 1943 fu promosso ufficiale comandante della base RAF di West Malling. Alla fine della guerra gli furono accreditati 9 aerei abbattuti (più 2 condivisi), due "probabili" e 4 danneggiati.
Nel 1944 fu nominato temporaneamente Equerry di Sua Maestà Giorgio VI. Nello stesso anno la nomina divenne permanente ed egli servì in tale posizione fino al 1953, quando divenne Extra Equerry, un incarico onorifico che egli conservò fino alla morte. Nell'agosto 1950 divenne Vice-Ministro della Real Casa (Master of the Household) e fu promosso Revisore dei conti (Comptroller) dalla Regina Madre nel 1952. Si dimise dalle sue funzioni nella Casa Reale l'anno successivo e divenne addetto aeronautico a Bruxelles dal 1953 al 1956.
Il colonnello Townsend è più noto alle cronache mondane per la sua sfortunata storia d'amore con la Principessa Margaret. Malgrado la sua onorevole carriera, non vi fu alcuna possibilità per lui di sposare la principessa, in quanto divorziato e con figli, tant'è che la loro relazione causò un'enorme polemica agli inizi degli anni Cinquanta, che attirò da subito l'attenzione della stampa. La regina Elisabetta II si trovò infine costretta a negare il matrimonio per mantenere la stabilità dell'opinione pubblica nei confronti della Royal Family stessa. Più tardi, egli sposò una donna belga, Marie-Luce Jamagne.
Fu uno dei vari consulenti della pellicola cinematografica del 1969 Battle of Britain.
Peter Townsend passò gran parte dei suoi ultimi anni a scrivere libri storici o autobiografici. Tra essi si possono ricordare Earth My Friend (sul suo giro del mondo sul mare in solitaria effettuato negli anni cinquanta) Duel of Eagles (sulla Battaglia d'Inghilterra), The Odds Against Us (noto anche come Duel in the Dark, sui bombardamenti aerei notturni e gli scontri con la Luftwaffe nel 1940-1941), The Last Emperor (una biografia di re Giorgio VI), The Girl in the White Ship (su una giovane rifugiata vietnamita alla fine degli anni settanta, unica sopravvissuta su un battello di rifugiati), The Postman of Nagasaki (sul bombardamento atomico di Nagasaki) e Time and Chance (un'autobiografia). Scrisse anche molti articoli e contributi su altri libri.
Fu decorato con l'Ordine Reale Vittoriano (Royal Victorian Order', CVO) nel 1947, col Distinguished Service Order (DSO) nel (1941) e con la Distinguished Flying Cross (DFC) nel 1940.
Townsend morì nel 1995 a causa di un cancro allo stomaco, a Saint-Léger-en-Yvelines, in Francia, all'età di 80 anni. The Independent scrisse nell'articolo dedicato alla morte del colonnello che "Sviluppò anche un percettibile senso di sollievo per il fatto che le cose fossero andate come erano andate", perché "per uomini come Mark Phillips e il successivo marito della principessa Margaret, Antony Armstrong-Jones, [sposarsi con un membro della famiglia reale, n.d.r.] si è rivelata un'impresa quasi impossibile". È sepolto nel cimitero della chiesa di Saint-Léger-en-Yvelines.
Suo figlio Giles Townsend è Presidente della Cambridge Bomber and Fighter Society; un altro figlio, Hugo Townsend, è sposato con Yolande, Principessa di Ligne (la cui nonna era la Granduchessa Carlotta di Lussemburgo).

## Opere (parziale)
- (EN) Earth My Friend, Coward-McCann, 1960, OCLC 1329573.
- (EN) Duel of Eagles. The Classic Pilot's Account of the Battle of Britain, Simon and Schuster, 1970, ISBN 0-671-20641-9, OCLC 119851.
- (EN) The Last Emperor. An intimate account of George VI and the fall of his empire, Simon and Schuster, 1976, ISBN 0-671-22328-3, OCLC 2284054.
- (EN) Time and chance. An autobiography, Methuen, 1978, ISBN 0-458-93710-X, OCLC 4307096.
- (EN) The Girl in the White Ship, Holt, Rinehart, and Winston, 1983, ISBN 0-03-057787-X, OCLC 8387613.
- (EN) The Postman of Nagasaki, Collins, 1984, ISBN 0-00-217067-1, OCLC 12010257.
- (EN) Duel in the Dark. A Fighter Pilot's Story of the Blitz, Harrap, 1986, ISBN 0-245-54247-7, OCLC 16801897.

## Omaggi
- Una statua di Peter Townsend è stata eretta nella piazza a lui dedicata a King's Hill, un villaggio che si è sviluppato sull'area del vecchio aeroporto di West Malling inglobandone le costruzioni. L'ex mensa ufficiali, sede del locale Borough Council, è stata invece ribattezzata "Gibson Building" in onore di Guy Gibson, comandante dei "Distruttori di Dighe".